# Kiriku und die Männer und Frauen
Kiriku und die Männer und Frauen ist ein französischer Computeranimationsfilm von Michel Ocelot aus dem Jahr 2012.

## Handlung
Der weise Großvater berichtet, dass er zwar Geschichten um Kiriku und die wilden Tiere erzählt hat, der sehr schlaue und schnelle Kiriku aus Afrika jedoch auch mit den Menschen viele Dinge erlebt hat:
Da Kirikus Nachbarin der bösen Zauberin Karaba gegenüber ungehorsam war, hat Karaba ihre Hütte abbrennen lassen und untersagt den Dorfbewohnern, die Hütte neu zu decken. Kirikus Mutter nimmt die Nachbarin in ihrer Hütte auf, doch findet diese kaum ein gutes Wort an der Unterbringung, dem Essen und Kirikus Manieren. Als Karabas Hütte bei einem Sturm teilweise abgedeckt wird und ihre Handlanger, die hölzernen Fetische, das Dach nicht decken können, haben die Dorfbewohner eine Idee: Sie decken die Hütte Karabas, die ihnen im Gegenzug erlaubt, auch die Hütte der Nachbarin zu reparieren. So kann die Nachbarin am Ende bei Kiriku ausziehen.
Eines Tages ist der Dorfälteste verschwunden, doch werden die Dorfbewohner erst am Ende des Tages unruhig. Für eine Suche ist es zu spät, da es bereits dunkel ist. Während das Dorf schlafen geht, begibt sich Kiriku zu Karabas Haus, imitiert die Stimme der Zauberin und bringt dadurch den Dachfetisch dazu, nach dem Dorfältesten Ausschau zu halten, der im Birkenfeigenareal auf einem Baum sitzt. Kiriku begibt sich zu ihm. Der Dorfälteste ist vor einem Schakal auf den Baum geflüchtet. Während Kiriku und der Mann noch überlegen, wie sie zurück zum Dorf gelangen können, wird der Schakal von einem schwarzen Panther angefallen und getötet. Der Dorfälteste und Kiriku können so vom Baum herabklettern. Auf dem Weg ins Dorf isst der Dorfälteste Früchte, die alkoholhaltig sind. Nach einiger Zeit ist er betrunken und schimpft über Karaba. Die schickt ihre Fetische, um den Mann festzunehmen. Dank Kiriku gelingt es, die Fetische fehlzuleiten, sodass sie statt dem Dorfältesten einen Felsbrocken zu Karaba bringen.
Als die Kinder des Dorfes bei einer Quelle spielen, sehen sie mit einem Mal etwas Blaues umhereilen. Die Kinder glauben, es sei Karaba, doch entpuppt sich das Blaue als ein blaugekleideter weißer Junge. Alle Kinder haben Angst, glauben sie doch, dass der Junge schwer krank sei. Nur Kiriku begibt sich zu ihm. Der Junge spricht eine fremde Sprache, malt jedoch auf, dass er mit einer Kamelkarawane unterwegs war und durch einen Sandsturm von seinen Eltern getrennt wurde. Die Kinder bringen den Jungen ins Dorf, wo sich vor allem die Nachbarin ablehnend zeigt, glaubt doch auch sie, dass die Kleider des Kindes schwere Krankheitsmale verstecken. Erst Kirikus Mutter greift ein: Sie erkennt, dass der Junge ein Tuareg ist. Als der Junge eine Tochter der Nachbarin vor einem wilden Panther rettet, ist auch der Rest des Dorfes gut auf den Jungen zu sprechen. Kiriku und seine Mutter brechen schließlich mit dem Jungen auf und finden seine Karawane.
Im Dorf erscheint eines Tages eine alte Griotte und bietet an, am Abend Märchen zu erzählen. Zunächst ist vor allem die Nachbarin wenig begeistert, werde im Dorf doch hart gearbeitet. Am Ende treffen sich alle Dorfbewohner abends am Feuer. Die Griotte beginnt eine alte Geschichte zu erzählen. Auch Karaba erfährt davon, kann die Geschichte jedoch nicht gut hören. Sie schickt die Fetische ins Dorf, um die Griotte zu holen, doch lehnt die es ab, mit den hölzernen Wesen zu gehen. Kurz darauf schickt Karaba einen Fetisch, der die Dorfbewohner in einen tiefen Schlaf fallen lässt. Nur Kiriku, der sich von der Gruppe entfernt hatte, bleibt wach. Er sieht, wie die Griotte von den Fetischen zu Karaba gebracht wird, wo sie die Geschichte weitererzählt. Die Griotte bleibt bei Karaba und Kiriku, der jeden Abend den Fortlauf der Geschichte hört, erzählt sie den Dorfbewohnern weiter, wobei er schließlich sogar ein eigenes Ende erfindet. Die Griotte kehrt schließlich zum Dorf zurück und ist sich sicher, dass auch Kiriku eines Tages ein großer Griot werden wird.
Eines Tages herrscht starker Wüstenwind, der die Babys im Dorf zum Weinen bringt. Die Dorfbewohner versuchen, die Kinder durch Musik zur Ruhe zu bringen, so bläst Kiriku zunächst auf einem Grashalm und versucht, sich später eine Trompete zu bauen. Mehrfach erscheinen die Fetische, um Ruhe anzumahnen. Kiriku schnitzt sich schließlich aus Schilf eine Flöte, auf der er schlecht zu spielen beginnt. Die Fetische zerstören sein Instrument. Kiriku baut sich ein neues, das er schließlich in einer Höhle spielen lernt. Seine Mutter hilft ihm dabei, ist sie doch eine sehr gute Flötenspielerin. Ihr verstorbener Mann spielte eine kunstvolle Flöte und brachte ihr einst das Spiel bei. Die Dorfbewohner missbilligten jedoch, dass eine Frau Flöte spielt, sodass Kirikus Mutter das Instrument nie wieder in die Hand nahm. Kiriku und ihre Mutter kehren zur Dorfgemeinschaft zurück und beginnen zu zweit Flöte zu spielen. Die anderen Dorfbewohner fallen mit ihren Instrumenten ein. Die Fetische erscheinen, verlangen jedoch nur, dass lauter gespielt wird, damit Karaba die Musik hören kann. Die Zauberin fällt schließlich mit Gesang in die Musik ein.

## Produktion
Im Jahr 1998 war Michel Ocelots Zeichentrickfilm Kiriku und die Zauberin erschienen. Der auf afrikanischen Märchen basierende Film wurde ein großer Publikumserfolg und erhielt zahlreiche Auszeichnungen. Mit Kiriku und die wilden Tiere wurde die Geschichte um den kleinen Jungen Kiriku 2005 erneut aufgegriffen, wobei der Film eine episodische Handlung aufwies, die von Kirikus Großvater eingeleitet wurde. Das Konzept griff Ocelot auch im dritten Film um Kiriku, Kiriku und die Männer und Frauen, auf. Im Gegensatz zu den ersten beiden Filmen ist der dritte jedoch computeranimiert, wobei der Animationsstil der ersten beiden Filme imitiert wird. Laut Regisseur Ocelot soll es der letzte Film um Kiriku sein.
Kiriku und die Männer und Frauen erlebte am 28. September 2012 im Rahmen des Festival du Film Francophone de Namur seine Premiere. Er kam am 3. Oktober 2012 in die französischen Kinos, wo er von rund einer Million Zuschauern gesehen wurde. In Deutschland erschien er im August 2014 direkt auf DVD.

## Synchronisation
| Rolle              | Synchronsprecher (original) |
| ------------------ | --------------------------- |
| Kiriku             | Romann Berrux               |
| Karaba             | Awa Sene Sarr               |
| Mutter             | Jessica Tougloh             |
| Großvater          | Emmanuel de Ksët Gomes      |
| Nachbarin          | Sabine Behika Pakora        |
| Dorfältester       | Umbañ U Ksët                |
| Onkel, Dachfetisch | Jean Landruphe Diby         |
| die Griotte        | Evelyne Pèlerin-Ngo Maa     |
| Anigourran         | Rissa Wanaghli              |

## Auszeichnungen
Kiriku und die Männer und Frauen wurde 2013 für einen César in der Kategorie Bester Animationsfilm nominiert.